# La Piste des Navajos
La Piste des Navajos est le cinquième album de la série de bande dessinée Blueberry de Jean-Michel Charlier (scénario) et Jean Giraud (dessin). Il a été prépublié dans Pilote avant d’être publié en album pour la première fois en 1968. C'est le dernier du cycle des premières guerres indiennes (cinq tomes).
C'est dans cet album que les Indiens, par la voix de Cochise, appellent pour la première fois Blueberry « Nez Cassé » (planche 4), surnom qui restera lié à sa personne au point de servir de titre à un album de la série. L'origine du nez brisé de Blueberry est racontée dans la courte histoire Double jeu parue dans le Super Pocket Pilote No 9 daté du 29.10.1970, reprise dans l'album Cavalier bleu.

## Résumés

### Court
Blueberry, avec l'aide de MacClure et de Crowe, tente de convaincre les chefs apaches de mettre fin à la guerre qui les oppose aux blancs. Quanah, ivre de vengeance, tuera Crowe, alors que MacClure et Blueberry feront exploser un dépôt d'armes, ce qui déplaira à des chefs indiens.

### Détaillé

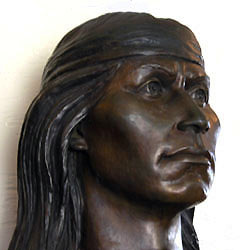
Buste en bronze de Cochise réalisé par Betty Butts et exposé à Fort Bowie en Arizona aux États-Unis.

Cochise et d'autres chefs apaches discutent de leur situation peu enviable, alors qu'ils attendent des fusils et de la poudre noire pour affronter les hommes blancs. De leur côté, Blueberry, Crowe et MacClure recherchent le campement des chefs apaches. Pour se protéger d'attaques apaches ou mexicaines, Blueberry et MacClure se cachent dans une grotte en attendant le retour de Crowe parti seul trouver Cochise et lui demander audience pour ses deux compagnons.
Crowe retrouve Cochise et tente de négocier un droit de passage à Blueberry, mais Cochise refuse, car il est certain de recevoir des fusils et de la poudre noire de trafiquants mexicains. Crowe réplique que les Mexicains trahiront les Apaches. Quanah arrive brusquement au campement et affirme que les Mexicains livreront les fusils promis dans six jours. Il se lance vers Crowe pour le tuer, mais Cochise l'arrête. Ce dernier recevra Blueberry en souvenir du geste salvateur de Crowe (posé pendant Tonnerre à l'ouest).
Plus tard, Crowe veut avertir Blueberry de l'intention de Cochise, mais Quanah se met à sa poursuite pour le tuer. Lui et ses alliés tendent une embuscade à Crowe. Après plusieurs combats, Crowe est mortellement blessé. Profitant de ses derniers moments de vie, il envoie à Blueberry un cheval porteur d'un bâton de commandement,. Blueberry et MacClure découvrent le cheval portant le bâton de commandement, ce qui les décide de rechercher Crowe. Ils le découvrent scalpé et croient que Cochise a ordonné sa mort. Cependant, la main de Crowe tient un papier chiffonné :

« Cochise accepte te voir, mais rien espérer s'il reçoit armes.
Voici Quanah.
Adieu.
Crowe »

Décidé à empêcher la livraison d'armes, Blueberry se dirige vers l'entrepôt des trafiquants mexicains, une mine désaffectée. Il sait qu'il peut compter sur les connaissances de MacClure, car ce dernier y a été mineur autrefois. Ils prennent contact avec un groupe de jayhawkers qui surveille les va-et-vient de chariots près de la mine désaffectée. Blueberry les convainc de faire diversion pendant que lui et MacClure feront exploser la mine. En échange, Blueberry promet de leur obtenir l'amnistie du gouvernement des États-Unis, ils pourront ainsi fouler librement à nouveau le territoire américain.
Profitant du passage de nuit de quelques chariots et malgré la surveillance de quelques Mexicains, Blueberry et MacClure s'introduisent dans le pueblo jouxtant la mine. Ils retrouvent Pinto, un ancien mineur, et obtiennent sa collaboration en échange d'un montant en dollars américains. Lorsqu'un Mexicain découvre un éperon d'origine américaine dans le pueblo, une battue est organisée pour retrouver son propriétaire. Des Mexicains se rendent rapidement à la mansarde de Pinto, où se trouvent Blueberry et MacClure, mais ne parviennent pas à les découvrir : les deux hommes s'étaient cachés sous le plancher.
De nuit, Pinto, Blueberry et MacClure se rapprochent de l'entrée de la mine et empruntent un sentier désaffecté pour se rendre à un puits d'aération dont la bouche est située en haut de la montagne. Ils parviennent à atteindre le plateau rocheux où se trouve la bouche, mais celle-ci est gardée par un contingent d'hommes armés. À ce moment, les jayhawkers attaquent le pueblo, y mettant le feu et tuant quelques Mexicains. Cette attaque attirant l'attention des gardes sur le plateau rocheux, les trois hommes en profitent pour le traverser et assommer le garde près de la bouche d'aération.
Blueberry et MacClure descendent dans le puits, pendant que Pinto simule le garde. Alors que les deux hommes descendent en utilisant une échelle pourrie, celle-ci se brise sous leur poids, amorçant un éboulement de pierres qui risque de les engloutir. Elle provoque du bruit, et de la fumée s'élève de la bouche du puits, ce qui alerte les autres gardes. Pris de panique, Pinto ouvre le feu sur ceux-ci, mais est tué à bout portant.
Dans la mine, l'éboulement provoque la panique parmi les hommes qui y font la garde. Avançant dans la poussière, MacClure retrouve Blueberry à demi enseveli sous des pierres. Il l'extrait des pierres, pendant que quelques gardes avertissent leur chef que la mine va s'effondrer et qu'un autre lui annonce que des gringos se sont introduits dans la mine par le puits.
Pendant que le chef des Mexicains rallie ses troupes pour aller tuer les deux gringos, Blueberry allume une charge explosive dans la mine. Lorsque les Mexicains commencent à tirer sur eux, MacClure panique et veut éteindre la mèche. Blueberry lui interdit à la pointe du revolver et ils embarquent tous deux dans un wagonnet, car le chemin vers la sortie est en « forte pente ».
Alors que les deux hommes descendent dans la galerie, ils ouvrent le feu sur les Mexicains. Pour faciliter leur passage, Blueberry lance une cartouche de dynamite allumée vers quelques Mexicains. Par la suite, en sortant de la mine, ils hurlent aux autres Mexicains de s'éloigner car elle va exploser. Quand l'explosion se déclenche dans leur dos, Blueberry et MacClure sautent précipitamment de leur wagonnet, car le chemin de fer est en partie détruit. Après avoir déboulé le long d'une paroi en pente, MacClure s'étonne d'être encore vivant.
Pour fuir les Mexicains, les deux hommes doivent passer par le pueblo, en flammes. Ils mouillent leurs vêtements avant d'y pénétrer. Alors qu'ils courent et sont menacés de mourir asphyxiés, MacClure est assommé par une poutre enflammée. Blueberry parvient à le sauver, mais doit subir des coups de feu.
Les jayhawkers se rendent subitement compte sur qui ils tirent et s'arrêtent. Finlay félicite Blueberry pour le « joli feu d'artifice ». Une fois MacClure ranimé, Finlay rappelle la promesse faite, celle de leur apporter l'amnistie des États-Unis, ce que jure encore une fois Blueberry. Après une journée de repos, les deux hommes se dirigent vers le camp de Cochise.
Ils rencontrent un détachement apache qui les guide vers Cochise. Au même moment, il y a une réunion du grand conseil et les chefs apaches discutent de leur situation guère brillante. En effet, ils n'ont toujours pas reçu les fusils promis. Blueberry fait irruption dans leur tipi et affirme que les hommes blancs sont toujours prêts à faire la paix.
Cochise affirme qu'il recevra des armes, mais Blueberry lui dit qu'il a détruit les armes. Cochise est furieux, mais Blueberry lui réplique que, son coup fait, il n'aurait eu qu'à retourner auprès des hommes blancs et à attendre que les Apaches meurent de faim, ne pouvant pas s'opposer aux hommes blancs. Furieux, Quanah fait irruption dans le tipi et veut tuer Blueberry car il sait ce qui est arrivé aux armes.
Après quelques échanges verbaux, il est décidé que Quanah et Blueberry s'affronteront à mort. Les deux se retrouvent dans un cercle, chacun tenant un tomahawk à la main. Après plusieurs affrontements, Bluebery tombe. Quanah se jette sur lui, mais Blueberry le tue en se défendant. Ce dernier retourne au tipi et les chefs y voient un signe du « grand esprit » : Cochise est prêt à négocier la paix avec les hommes blancs.

## Personnages principaux
- Blueberry : lieutenant de cavalerie stationné à camp Bowie prêt à tout pour prévenir une guerre avec les Apaches
- Quanah : indien souhaitant ardemment la guerre avec les Blancs et ennemi juré de Blueberry
- Jim MacClure : prospecteur[36], aventurier et buveur invétéré[37]
- Crowe : métis prêt à tout pour prévenir une guerre avec les Apaches
- Crook : général responsable d'une armée destinée à attaquer les Apaches révoltés
- Cochise : chef indien[32]

## Éditions
- La Piste des Navajos, 1968, Dargaud, 48 p. 
  - Ré-édition en 1996.  (ISBN 2-205-04333-1)